# Imago mortis
Pour plus de détails, voir Fiche technique et Distribution.
Imago mortis est un film d'épouvante irlando-hispano-italien réalisé par Stefano Bessoni et sorti en 2009.
Le film traite d'une technique photographique fictive appelée « thanatographie », inspirée d'expériences anatomiques réelles menées par le savant Athanasius Kircher (1602-1680).

## Synopsis
Au milieu du XVIe siècle, avant même l'invention de la photographie, le scientifique Girolamo Fumagalli a vécu comme une obsession le désir de capter des images à tout prix. Après des études spécifiques, il tenta de prélever la rétine d'une personne assassinée, convaincu que la dernière image vue par le sujet y était immortalisée. Cette technique s'appelait la thanatographie et Fumagalli s'est rendu coupable de nombreux crimes pour poursuivre ses études, avant d'être capturé et condamné à mort.
De nos jours, dans une école internationale de cinéma, l'étudiant timide et aspirant cinéaste Bruno, épuisé par ses études et par une tragédie qui a frappé sa famille, commence à avoir d'étranges visions qui l'amènent à déformer la réalité qui l'entoure. Le protagoniste de ses visions est un garçon ensanglanté qui semble vouloir l'aider à découvrir quelque chose. Avec l'aide de son amie Arianna, Bruno fait des découvertes déconcertantes et sanglantes à l'intérieur de l'institution.

## Fiche technique
- Titre original : Imago mortis[1]
- Réalisateur : Stefano Bessoni
- Scénario : Stefano Bessoni, Luis Berdejo, Giulia Graglia, Giovanni Antonio Marchesi, Filippo Meneghetti, Piero Tomaselli
- Photographie : Arnaldo Catinari
- Montage : Raimondo Aiello
- Musique : Zacarías M. de la Riva
- Décors : Briseide Siciliano
- Costumes : Alessandra Torella
- Production : 	Álvaro Augustín, Sonia Raule, Javier Ugarte
- Société de production : Industrial Illusions Distribution, Pixstar, Telecinco Cinema
- Pays de production :  Italie -  Espagne -  Irlande
- Langue originale : anglais
- Format : Couleurs - 2,35:1 - 35 mm
- Durée : 96 minutes
- Genre : Film d'épouvante
- Dates de sortie :
  - Italie : 16 janvier 2009
  - Espagne : 24 juillet 2009

## Distribution
- Alberto Amarilla : Bruno
- Oona Chaplin : Ariane
- Geraldine Chaplin : Comtesse Orsini
- Jun Ichikawa : Aki
- Álex Angulo : Caligari
- Francesco Carnelutti : Ermete Astolfi
- Franco Pistoni : Girolamo Fumagalli
- Silvia De Santis : Elena
- Leticia Dolera : Leilou
- Anna Cuculo : Mlle Nicolodi
- Paolo De Vita : Orfeo
- Kenji Kohashi : Ozu

## Production
Le film est une coproduction internationale entre l'Italie, l'Espagne et l'Irlande, soutenue par le ministère du patrimoine culturel et du tourisme, et a été tourné dans les studios Lumiq de Turin.